# 化物語
『化物語』（バケモノガタリ）は、西尾維新によるファンタジー小説。〈物語〉シリーズ第1弾（通巻1、2巻目）として講談社BOX（講談社）より上巻が2006年11月に、下巻が2006年12月に刊行された。イラストはVOFANが担当している。2009年にテレビアニメ化、2012年には『化物語 ポータブル』としてゲーム化、2018年に漫画化された。

## 概要
『化物語』は21世紀初頭で日本の田舎町を舞台に高校生の阿良々木暦が「怪異（かいい）」に関わった少女達と出会い、その怪異にまつわる事件を解決していく物語。作者の西尾は「とにかく馬鹿な掛け合いに満ちた楽しげな小説を書きたかった」と語っており、ギャグやパロディ、メタ視点を交えた登場人物同士の会話に多くのページが割かれているのが特徴。
上下巻構成になっており、上巻は『メフィスト』（講談社）2005年9月号から2006年5月号まで連載された第一話「ひたぎクラブ」、第二話「まよいマイマイ」、第三話「するがモンキー」を、下巻はBOX書き下ろしの第四話「なでこスネイク」、第五話「つばさキャット」を収録している。
パッケージイラストは上巻は戦場ヶ原ひたぎ、下巻は羽川翼が描かれている。

## あらすじ
高校3年生の阿良々木暦は春休みにとんでもない『事件』に巻き込まれて以来、人とは少しだけ異なった部分があった。
『事件』を通じて親しくなったクラス委員長の羽川翼と共に文化祭の準備をしていた5月のある日、ひょんなことから2年間ろくに会話すらしたことがない病弱なクラスメイト戦場ヶ原ひたぎの秘密を知る。彼女には、およそ体重と呼べるものがほとんど無かったのである。暦は秘密を知った日の放課後、ひたぎから秘密をばらさないようにと猟奇的な脅しを受け、口許をホチキスで刺される。それにもめげずに彼女の問題解決に対する協力を申し出る。暦は事件の後遺症として他人よりも異常に傷の治りが早くなっており、ひたぎの負わせた傷もすっかり塞がっていた。ひたぎによると、2年前に1匹の不思議な蟹に出会い、重さを根こそぎ持っていかれたのだという。彼女の体重は平均的な体格にもかかわらず5kgしかなかった。
春休みに遭遇した事件解決に際し、暦と翼は怪異に詳しい忍野メメという風来坊のオッサンの力を借りた。暦とひたぎはメメに相談するため、彼がねぐらにしている学習塾跡の廃墟ビルに向かう。メメはそこで金髪の少女で『吸血鬼の成れの果て』という忍野忍と暮らしていた。「助けるんじゃない。君が勝手に助かるんだ。ボクは力を貸すだけだ」と語るメメ。メメによるとひたぎの体重を奪った蟹もやはり怪異であるという。ひたぎはメメの力を借り、自分の体重を奪った怪異と再会するのだが、それには彼女自身が抱え持つ別の問題が関係していた。
『事件』の影響から怪異に纏わり付かれるようになった暦。暦に助けられて以降、毒舌ツンデレながら好意を抱くようになるひたぎ。しかし、暦とひたぎが親しくなったことで暦の周囲は再び慌ただしくなっていった。

## 登場キャラクター
「声」は アニメ版における担当声優。
阿良々木 暦（あららぎ こよみ）
声 - 神谷浩史
本作の主人公。私立直江津高校三年生の男子生徒でクラスの副委員長。春休み中、吸血鬼キスショット・アセロラオリオン・ハートアンダーブレードと遭遇し、眷属にされた後遺症で怪我の治りが非常に早い。また眷属としてかつて保持していた力とは比べものにならないが忍に血を吸わせることで常人離れした戦闘能力を発揮する。基本的には健全な男子高校生でウブかつ奥手。対人関係は基本的に苦手で翼以外に友達はいない。女子のこと（女心）はまったくわかっていない。根っからの「お人良し」で関わった事には最後まで責任を負う。アニメではアホ毛が特徴で心象を表現するのに使われる（疑問に思った時はアホ毛がクエスチョンマークになる）。
戦場ヶ原 ひたぎ（せんじょうがはら ひたぎ）
声 - 斎藤千和
本作全体のメインヒロイン。暦とは同じクラスだが友達はおらず、体育の時間にはいつも休んでいる。中学時代は陸上部のエースだったが病気を抱えてからは性格までもが一変した。元々は資産家の令嬢だったが、母親が新興宗教にハマり散財した挙句に家出。現在は安アパート暮らしの父子家庭。実は相当の毒舌家で、自他共に認めるツンデレ。逆に普通の男女交際がどのようなものか分からず、正しい誘い文句がわからず悪戦苦闘している。当初、暦は「ツンドラ」と感想をもっていた。過去のトラウマで、ある事柄に関しては克服できていない。文房具で完全武装しており、ガードが堅かったが事件解決後はやめた。ひたぎの変化が他の人物たちにも少なからず影響していくことになる。偏差値は70超で優秀。暦の彼女。
羽川 翼（はねかわ つばさ）
声 - 堀江由衣
本作全体のサブヒロイン。暦やひたぎのクラスの委員長。成績優秀（学年トップ）、品行方正で絵に描いたような優等生で眼鏡っ子かつ巨乳。暦をして嘘のつけない真っ白な性格だとみなされている。プライドの高いひたぎも翼の学力について「別格」と評している。暦にとって『大切な恩人』であり『たった一人の友人』。自分以外の人物に纏わる怪異事件についても暦とは学校での会話、電話などで頻繁に話している。暦が春休みに遭遇した事件の一部始終と顛末を知る。また、ゴールデンウィークに『障り猫』という怪異に遭遇し、暦と忍の活躍で解決をみている。その際に彼女の抱え持つ深刻な問題が判明した。詳細は第五話「つばさキャット」にて語られる。髪型は後ろ二本の三つ編み。メメとは春休みの事件で関わっており、「委員長ちゃん」と呼ばれている。暦のことが好き。
ちなみに本作は純文学的な側面も持ち、非常に曖昧で矛盾した主人公の感情をモノローグで主観的に描いており暦が付き合うのは戦場ヶ原で羽川を振る形になるのでメインヒロインが戦場ヶ原という見方も出来るが、章によっては暦が本当に愛しているのは羽川翼ただ一人だとモノローグや第三者との会話で何度も語ったりもしている。更に「怪異」がメインプロットである本作全体を見ると、戦場ヶ原の怪異である「カニ」は作品的にはさほど意味がなく一番最初にチュートリアル的にすぐに祓われて消えるが、羽川翼の心の闇＝「怪異」である『障り猫』（ブラック羽川）は暦を眷属としているキスショット・アセロラオリオン・ハートアンダーブレード（忍）と並び、作品に必要不可欠な本作の最重要怪異の一つであるため、メタ的に言うと「作品的には羽川が不幸であることが求められているから」暦は戦場ヶ原と付き合い羽川を振ったと見る事も出来る。以上の理由から戦場ヶ原ひたぎというキャラは羽川翼を病ませるためのギミックに過ぎず、実は絶対的なメインヒロインは羽川翼だという意見も多い。
保科（ほしな）先生
暦達のクラスの担任の先生。
春上（はるかみ）先生
直江津高校の保健の先生。
忍野 メメ（おしの メメ）
声 - 櫻井孝宏
怪異・妖怪変化の類の専門家。金髪に金色の顎髭、右耳の逆十字のイヤリング、薄汚いアロハに便所サンダルといったいでたち。愛煙家で好む銘柄はハイライト。各地を放浪しながら怪異譚の蒐集をしている。なにもかもお見通しという抜群の嗅覚を持ち、暦を茶化しつつも助ける。持って回った言い回しや含蓄の多い意見を表出するが根は「お人良し」。暦はメメにある時払いの催促なしで500万円という負債を抱えている。
忍野 忍（おしの しのぶ）
声 - 坂本真綾
かつて暦と関わった吸血鬼キスショットのなれの果て。外見は8歳児ほどの金髪の少女で頭にはヘルメットとゴーグルをつけている。忍が暦の血を吸うことで、忍と暦はお互い吸血鬼としての力を取り戻すという共依存関係。強力なエナジードレイン能力を持っており、『障り猫』騒動ではそれが解決に役だった。暦と彼を取り巻く人間たちに対して思うところがあり、一切しゃべらなくなっている。好物はミスタードーナッツ。化物語は暦と忍が和解に到り、それをメメが見届ける物語でもある。
「忍」と命名したのはメメで姓は自分のものを与えた。キスショットの正式な名前の一部、「ハートアンダーブレード」にちなんで付けられた。
八九寺 真宵（はちくじ まよい）
声 - 加藤英美里
第二話「まよいマイマイ」に登場する迷子の小学生。髪型はツインテールで、いつも大きなリュックサックを背負っている。わざとらしい言い間違いが多く、そのたびに暦にツッコミを入れられ「かみました」「違うわざとだ」というやりとりをみせる。ひたぎや翼に対しては奥手かつヘタレ丸出しの暦だが、八九寺に対しては背後から抱きつくなどしているせいでロリコン疑惑をかけられている。怒ると噛む。最後には神になる。
神原 駿河（かんばる するが）
声 - 沢城みゆき
第三話「するがモンキー」に登場する直江津高校二年二組の女子。ひたぎや翼とは中学以来の先輩・後輩関係。バスケットボール部のキャプテンで驚異的な運動能力を持つ。毒舌家のひたぎとは逆に褒め殺しキャラ。自他共に認める『エロ女子高生』で露出狂疑惑もかけられる。自称百合、BL大好きで美少女を見ると疼く。左腕に包帯を巻いている。ひたぎを心から愛して慕っていた。
千石 撫子（せんごく なでこ）
声 - 花澤香菜
第四話「なでこスネイク」に登場する中学二年生の少女。暦の妹である月火の同級生。暦のことは「暦お兄ちゃん」と本人の了解の上で呼ばせて貰っている。極度の恥ずかしがり屋だが、暦とイチャツクことに興味津々。また中学生とは思えない、ツッコミどころの難しいボケをかます。事件解決に際しては駿河にも世話になっている。
阿良々木 火憐（あららぎ かれん）、阿良々木 月火（あららぎ つきひ）
声 - 喜多村英梨（火憐）、井口裕香（月火）
暦の妹の中学三年生と中学二年生で、「栂の木二中のファイヤーシスターズ」の通り名を持つ。寝坊する暦をいつも起こしている。アニメ版では次回予告担当。
戦場ヶ原父
声 - 立木文彦
ひたぎの父親。寡黙だがロマンス・グレーで格好いい紳士。外資系企業に勤めている。根っからの仕事人間でひたぎの危機になにも出来なかったが娘を愛する良き父親。ひたぎはメメへの謝礼金10万円を父の仕事を手伝うことで作って返済した。
戦場ヶ原母
ひたぎの母親。ひたぎが病に罹ったことにより、怪しげな宗教団体に嵌ってしまう。宗教団体に纏わる事件が娘との関係を断絶させた。

## 既刊一覧

### 小説
| タイトル     | 第1刷発行日   | 発売日        | ISBN          | 収録話                | 初出                   |
| ------------ | ------------- | ------------- | ------------- | --------------------- | ---------------------- |
| 化物語（上） | 2006年11月1日 | 2006年11月2日 | 4-06-283602-5 | 第一話 ひたぎクラブ   | メフィスト 2005年9月号 |
| 化物語（上） | 2006年11月1日 | 2006年11月2日 | 4-06-283602-5 | 第二話 まよいマイマイ | メフィスト 2006年1月号 |
| 化物語（上） | 2006年11月1日 | 2006年11月2日 | 4-06-283602-5 | 第三話 するがモンキー | メフィスト 2006年5月号 |
| 化物語（下） | 2006年12月4日 | 2006年12月5日 | 4-06-283607-6 | 第四話 なでこスネイク | 書き下ろし             |
| 化物語（下） | 2006年12月4日 | 2006年12月5日 | 4-06-283607-6 | 第五話 つばさキャット | 書き下ろし             |

2013年10月12日、コンビニエンスストアのセブンイレブン、ローソン限定で『化物語 入門編』が発売された。表紙絵・挿絵はアニメ『化物語』のものが使用されている。本文は横書きとなっている。レーベルは講談社BOXだが、外箱は無くソフトカバーとなっている。
| タイトル        | 第1刷発行日   | 発売日        | ISBN              | 収録話         | 初出                   |
| --------------- | ------------- | ------------- | ----------------- | -------------- | ---------------------- |
| 化物語 [入門編] | 2013年9月12日 | 2013年9月13日 | 978-4-06-218659-9 | ひたぎクラブ   | メフィスト 2005年9月号 |
| 化物語 [入門編] | 2013年9月12日 | 2013年9月13日 | 978-4-06-218659-9 | こよみフラワー | 暦物語                 |
| 化物語 [入門編] | 2013年9月12日 | 2013年9月13日 | 978-4-06-218659-9 | ひたぎコイン   | 書き下ろし             |

### 漫画
大暮維人の作画で『週刊少年マガジン』（講談社）にて、2018年15号から2023年15号まで連載。

### 関連書籍

#### アニメ関連
- 『アニメ化物語オフィシャルガイドブック』2009年7月1日発売[8]、ISBN 978-4-06-215498-7
  - アニメ放送直前に発売されたガイドブック。A3判と画集クラスの大きさ。Side-Anime、Side-Novelの両面から読めるようになっており、表紙絵も渡辺明夫、VOFANがそれぞれ描いている。西尾維新、シャフトに関係のある人物による描き下ろしイラストや、西尾と監督・新房昭之の対談、書き下ろし小説「〆に最初」（なこと写本シリーズ）などを収録。
- 『アイドルマスターブレイク! 第3巻 限定版』2010年6月3日発売[9]、ISBN 978-4-06-362163-1
  - 『THE IDOLM@STER』のアイドルたちによる、本作オープニングテーマ5曲のカバー曲を収録したCDが付属している。
- 『化物語アニメコンプリートガイドブック』2010年10月28日発売[10]、ISBN 978-4-06-216226-5
  - アニメ化物語完結記念として発売されたガイドブック。製作スタッフや声優へのインタビューやイラストギャラリーの他、西尾維新書き下ろしの短々編「ひたぎブッフェ」「まよいルーム」「するがコート」「なでこプール」「つばさソング」を収録。
  - 書き下ろし短々編のテーマは千石撫子役の声優・花澤香菜が西尾維新に「暦とデートする話が読みたい」とリクエストしたことがきっかけで決定した。普段のキャラクターとは違った面が描かれた番外編となっている。
- 『西尾維新アニメプロジェクト プレシャスメモリーズコンプリートカードコレクション化物語』2012年4月発行、ISBN 978-4-89601-842-4
- 『アニメ『化物語』副音声副読本』全2巻
  - 「上」2012年4月26日発売[11]、ISBN 978-4-06-283799-6
  - 「下」2012年6月20日発売[12]、ISBN 978-4-06-283806-1
  - アニメ『化物語』のブルーレイ、DVDに収録された西尾維新による副音声「キャラクターコメンタリー」の脚本を収録した書籍。『化物語』の登場人物がアニメ『化物語』を見ながらトークするという内容。本書に収録されるのはディレクターズカット版で、実際にブルーレイ、DVDに収録された内容とは一部異なる。上巻には「ひたぎクラブ」「まよいマイマイ」「するがモンキー」の副音声脚本が、下巻には「なでこスネイク」「つばさキャット」の副音声脚本が収録される。
- 『西尾維新アニメプロジェクト 「化物語」PremiumアイテムBOX』2013年11月22日発売[13]、ISBN 978-4-06-218471-7
- 『化物語 KEY ANIMATION NOTE 上巻』2013年11月25日発売[14]、ISBN 978-4-89610-691-6
  - シャフト発行によるオリジナル原画集。「ひたぎクラブ」、「まよいマイマイ」、「するがモンキー」の各エピソード別3巻構成。総ページ数1,112頁フルカラー。
- 『化物語 PRODUCTION NOTE』2014年1月23日発売、ISBN 978-4-89610-696-1
  - シャフト発行によるオリジナル設定資料集。キャラクター設定、ウエダハジメエンディング素材、針玉ヒロキ予告素材を収録した。B5判並製変型表紙、総ページ数240頁フルカラー。
- 『化物語 KEY ANIMATION NOTE 下巻』2015年2月28日発売、ISBN 978-4-89610-936-8
  - シャフト発行によるオリジナル原画集。「なでこスネイク」、「つばさキャット上」、「つばさキャット下」の各エピソードと「美術設定集」を加えた4巻構成。総ページ数1,240頁フルカラー。

#### その他
- 『化物語 ポータブル コンプリートガイドブック』2012年9月28日発売[15]、ISBN 978-4-06-364897-3
- 『パチスロ化物語 パチスロ必勝ガイド 怪異解明ノ書』2014年3月発行、ISBN 978-4-86535-059-3
- 『超解読「物語シリーズ」 化物語編』2014年5月発行、ISBN 978-4-86199-693-1

## テレビアニメ
西尾維新アニメプロジェクトの第1弾として企画され、2009年7月よりUHF系ほかMBS、BSジャパン、AT-Xにて放送。BSジャパンでのUHFアニメの放送は『かんなぎ』以来2回目となり、これ以降はなく、続編作品である『偽物語』のBS放送局もBS11に変更されている。ハイビジョン制作。全15話。
第12話までがTV放送され、13話から15話までは公式ホームページ上で無料で期間配信された。13話は当初は2009年10月28日より配信予定であったが都合により11月2日に変更され、さらに作業の遅れにより1日ずれ11月3日より配信開始。15話は、2010年6月26日深夜に配信され完結に至った。さらに、2010年10月1日から11月5日まで、バンダイチャンネルにて第壹話から第伍話を期間限定で配信。
2010年12月6日、13日、20日の3夜にわたり、WOWOWで全15話が放送され、TOKYO MXでも2011年10月8日から行われた再放送で未放映分の13話から15話が地上波初放映された。また、2011年11月11日よりキッズステーションでもCS初放映となる13話以降を含む全15話を放映。

### 特徴
もともと西尾には本作について「アニメ化も実写化も漫画化もドラマＣＤ化も出来ない、メディアミックス不可能な小説は果たして書けるのだろうか」という密かなコンセプトがありアニメ化に否定的だったが、アニプレックスが新房昭之・シャフトでアニメ化するということで実現に至った。
アニメ化にあたり登場人物のセリフの改変を避けるなど、原作をほぼ忠実にアニメ化しているが、「なでこスネイク」はセリフの削除やシーンの追加などが多数行われ、原作と異なる個所が多い。また第壹話冒頭では『傷物語』が90秒のダイジェストで描かれている。
手描きのアニメーションがメインだが、シーンによっては実写やCG、旧字体や旧仮名遣いによる文章、文字そのものを記号的に使った演出を交えた当時のシャフト作品らしい絵作りが特徴である。また、シリーズディレクターは『さよなら絶望先生』や『まりあ†ほりっく』のオープニングなどで個性的な映像表現が話題を呼んだ尾石達也である。「HGP明朝B」のフォントを用いた真っ黒な背景に「黑齣  kuro. (629)」と書かれたカットが代表的（時折背景の色によって「赤齣 aka. (135)」「白齣 shiro. (4646)」などとなったりする）。回想シーンや怪異がらみのシーンの一部には劇団イヌカレーが参加しており、独特の演出がなされている。テロップや神原の部屋の赤い本のイメージはジャン＝リュック・ゴダールの映画から来ている。
後述のとおり、パッケージの際の修正（おもに後半の放送分）や、インターネット配信の大幅な遅れがみられ、「つばさキャット 其ノ伍」のコメンタリーでも「好みのシーンから完成させてる」、「線画だけで色が付いてないのにコメントできない」、「重要なシーンにだけは色が付いている」とコメントされている。また尾石は特に12話以降の作成スケジュールは厳しかったとコメントしている。
次回予告は原作者の西尾による脚本であり、本編にはほとんど登場しない火憐と月火の掛け合いという形をとった。西尾は次回予告の脚本作成時、月火が主要人物となる『偽物語（下）』の執筆をしておらず、この脚本の執筆により月火のキャラクターが見えてきた面もあると語っている。また、予告においては針玉ヒロキによる登場人物のデフォルメキャラが登場している（ひたぎのデフォルメキャラだけは、第六巻特典のブックレット内漫画にのみ登場する）。

### 舞台
原作の物語の舞台は名前も明らかされていない架空の田舎町だが、アニメ版の背景となっている建物や風景は、様々なモチーフが取り入れられており、都会的なシーンも多い。
オープニングの実写画像や作中の踏切等の鉄道風景はシャフトの周辺の西武新宿線の井荻駅周辺である。直江津高校は千葉市美浜区にある学校と名古屋国際会議場を参考に描かれており、学習塾跡は九龍城砦がイメージされている。ひたぎが居住する民倉荘には同じくシャフト作品である『月詠 -MOON PHASE-』に登場するマルミ堂のイメージが取り入れられている。また、浪白公園にあるオブジェは東大和市の新青梅街道付近にあるオブジェを参考に描かれている。『つばさキャット』に登場する街並みはお台場の夢の大橋周辺が描かれており、さいたまスーパーアリーナも描かれている。

### スタッフ
- 原作 - 西尾維新「化物語」（講談社BOX）[2]
- キャラクター原案 - VOFAN[2]
- 監督 - 新房昭之[2]
- シリーズ構成 - 東冨耶子、新房昭之[2]
- キャラクターデザイン・総作画監督 - 渡辺明夫[2]
- シリーズディレクター - 尾石達也[2]
- ビジュアルディレクター - 武内宣之
- 美術監督 - 飯島寿治[2]
- 色彩設計 - 滝沢いづみ
- 撮影監督 - 会津孝幸、江藤慎一郎
- 編集 - 松原理恵
- 音響監督 - 鶴岡陽太[2]
- 音楽 - 神前暁[2]
- スーパーバイザー - 太田克史
- プロデューサー - 岩上敦宏、針生雅行、久保田光俊
- アニメーション制作 - シャフト[2]
- 製作 - アニプレックス、講談社、シャフト[2]
- 次回予告脚本 - 西尾維新
- 次回予告作画 - 針玉ヒロキ

### オープニング
メインのオープニングテーマはメインヒロインである戦場ヶ原ひたぎ（斎藤千和）の歌う「staple stable」だが、各話ヒロインのテーマソングもそれぞれ作られており、オープニングアニメーションも曲ごとに作られている。パッケージ版では、その巻に収録されている話のオープニングは全てその話のヒロインのテーマソングで固定されている。ただし、第12話「つばさキャット 其ノ貮」は、「staple stable」となっている（本編中に羽川が一切登場しないためとコメンタリーで語られている）。また「sugar sweet nightmare」のオープニング映像はネット配信の際に使われていた実写バージョンがBlu-ray・DVD第五巻「つばさキャット（上）」、Blu-ray・DVD版のために製作されたアニメーションバージョンが第六巻「つばさキャット（下）」にそれぞれ収録されている。なお、2011年12月21日に発売された「化物語 音楽全集Songs&Soundtracks」には全オープニングが収録されている。
「staple stable」（第2、6、7、11、12話） / （Blu-ray・DVD版第1、2、12話）
作詞 - meg rock / 作曲・編曲 - 神前暁 / 歌 - 戦場ヶ原ひたぎ（斎藤千和）
オープニングディレクター - 尾石達也
「帰り道」（第4話） / （Blu-ray・DVD版第3 - 5話）
作詞 - meg rock / 作曲・編曲 - 神前暁 / 歌 - 八九寺真宵（加藤英美里）
オープニングディレクター - 板垣伸
「ambivalent world」（第8話） / （Blu-ray・DVD版第6 - 8話）
作詞 - meg rock / 作曲・編曲 - 神前暁 / 歌 - 神原駿河（沢城みゆき）
オープニングディレクター - 鈴木利正
「恋愛サーキュレーション」 （第10話）/ （Blu-ray・DVD版第9、10話）
作詞 - meg rock / 作曲・編曲 - 神前暁 / 歌 - 千石撫子（花澤香菜）
オープニングディレクター - 大沼心
「sugar sweet nightmare」（第14、15話） / （Blu-ray・DVD版第11、13 - 15話）
作詞 - meg rock / 作曲・編曲 - 神前暁 / 歌 - 羽川翼（堀江由衣）
オープニングディレクター - 尾石達也

### テーマソング（エンディングテーマ）
2009年8月発売。その後2ヵ月間連続でオリコンシングルチャートの20位以内にランクインした。2022年6月には、千石撫子役の花澤香菜が歌うカバーソングが発売された。
映像はウエダハジメが担当。尾石が本屋でウエダの絵を見たことがきっかけである。エンドロールは下から上に流れる。
「君の知らない物語」
作詞・作曲・編曲 - ryo / 歌 - supercell（Sony Music）
エンディングアニメーション - ウエダハジメ

### 各話リスト
話数表記が非常にわかりにくいため、参考に数字表記も記載する。
| 話数                   | サブタイトル          | 脚本       | 絵コンテ          | 演出                                           | 作画監督                                                                     | エンドカード   |
| テレビ放送             | テレビ放送            | テレビ放送 | テレビ放送        | テレビ放送                                     | テレビ放送                                                                   | テレビ放送     |
| ---------------------- | --------------------- | ---------- | ----------------- | ---------------------------------------------- | ---------------------------------------------------------------------------- | -------------- |
| 第一話                 | ひたぎクラブ 其ノ壹   | 木澤行人   | 武内宣之          | 宮本幸裕、尾石達也                             | 渡辺明夫                                                                     | VOFAN          |
| 第二話                 | ひたぎクラブ 其ノ貳   | 木澤行人   | 武内宣之          | 板村智幸                                       | 渡辺明夫、杉山延寛                                                           | シオミヤイルカ |
| 第三話                 | まよいマイマイ 其ノ壹 | 木澤行人   | 武内宣之          | 板村智幸                                       | 武内宣之                                                                     | 小林尽         |
| 第四話                 | まよいマイマイ 其ノ貳 | 木澤行人   | 武内宣之          | 徳本義信                                       | 北崎正浩、武内宣之、杉山延寛 岩崎たいすけ、村上やすひと、水上ろんど          | 吉河美希       |
| 第五話                 | まよいマイマイ 其ノ參 | 木澤行人   | 武内宣之          | 美甘義人                                       | 武内宣之                                                                     | 真島ヒロ       |
| 総集編                 | 化物語スペシャル      | 木澤行人   | 武内宣之          | 尾石達也、宮本幸裕 板村智幸、徳本義信 美甘義人 | 渡辺明夫、杉山延寛、武内宣之 北崎正浩、岩崎たいすけ 村上やすひと、水上ろんど |                |
| 第六話                 | するがモンキー 其ノ壹 | 木澤行人   | 福田道生 尾石達也 | 福多潤                                         | 野田めぐみ、竹森由加 石田啓一、八代きみこ                                    | 衿沢世衣子     |
| 第七話                 | するがモンキー 其ノ貮 | 中本宗応   | 尾石達也          | 鈴木利正                                       | 杉山延寛                                                                     | こげどんぼ     |
| 第八話                 | するがモンキー 其ノ參 | 中本宗応   | 福田道生 尾石達也 | 尾石達也                                       | 渡辺明夫                                                                     | 氷川へきる     |
| 第九話                 | なでこスネイク 其ノ壹 | 中本宗応   | 杉山延寛          | 大沼心、鈴木利正 尾石達也                      | 竹森由加、長谷川享雄、石田啓一 八代きみこ、野田めぐみ                        | 今日マチ子     |
| 第十話                 | なでこスネイク 其ノ貮 | 中本宗応   | あおきえい        | 美甘義人                                       | 岩崎たいすけ、渡辺明夫                                                       | あきまん       |
| 第十一話               | つばさキャット 其ノ壹 | 木澤行人   | 板村智幸          | 板村智幸                                       | 渡辺明夫、杉山延寛                                                           | 西島大介       |
| 第十二話               | つばさキャット 其ノ貮 | 木澤行人   | 板村智幸          | 尾石達也、鈴木利正                             | 渡辺明夫                                                                     | ウエダハジメ   |
| インターネット配信ほか |                       |            |                   |                                                |                                                                              |                |
| 第十三話               | つばさキャット 其ノ參 | 木澤行人   | 鈴木利正          | 鈴木利正                                       | 渡辺明夫、杉山延寛、伊藤良明 岩崎たいすけ、水上ろんど                        | 撫子凛         |
| 第十四話               | つばさキャット 其ノ肆 | 木澤行人   | 板村智幸          | 板村智幸                                       | 石丸賢一、渡辺明夫、岩崎たいすけ                                             | 中村光         |
| 第十五話               | つばさキャット 其ノ伍 | 木澤行人   | 尾石達也          | 尾石達也                                       | 渡辺明夫、岩崎たいすけ                                                       | 渡辺明夫       |

### 放送局
| 放送地域   | 放送局       | 放送期間                                      | 放送日時                                                  | 放送系列       | 備考                                         |
| ---------- | ------------ | --------------------------------------------- | --------------------------------------------------------- | -------------- | -------------------------------------------- |
| 東京都     | TOKYO MX     | 2009年7月3日 - 9月25日                        | 金曜 23:00 - 23:30                                        | 独立UHF局      |                                              |
| 近畿広域圏 | 毎日放送     | 2009年7月5日 - 9月27日                        | 日曜 1:58 - 2:28（土曜深夜）                              | TBS系列        | アニメシャワー第1部 化物語SPは未放送         |
| 埼玉県     | テレ玉       | 2009年7月6日 - 9月28日                        | 月曜 0:00 - 0:30（日曜深夜）                              | 独立UHF局      |                                              |
| 神奈川県   | tvk          | 2009年7月6日 - 8月31日 2009年9月7日 - 9月27日 | 月曜 2:30 - 3:00（日曜深夜） 月曜 2:00 - 2:30（日曜深夜） | 独立UHF局      | 特別番組編成のため、 9月放送分は30分繰り上げ |
| 愛知県     | テレビ愛知   | 2009年7月8日 - 9月30日                        | 水曜 2:28 - 2:58（火曜深夜）                              | テレビ東京系列 | 一部修正あり                                 |
| 千葉県     | チバテレビ   | 2009年7月8日 - 9月30日                        | 水曜 2:30 - 3:00（火曜深夜）                              | 独立UHF局      |                                              |
| 福岡県     | TVQ九州放送  | 2009年7月9日 - 10月1日                        | 木曜 2:38 - 3:08（水曜深夜）                              | テレビ東京系列 |                                              |
| 北海道     | テレビ北海道 | 2009年7月10日 - 10月2日                       | 金曜 2:30 - 3:00（木曜深夜）                              | テレビ東京系列 |                                              |
| 日本全域   | BSジャパン   | 2009年7月13日 - 10月5日                       | 月曜 0:00 - 0:30（日曜深夜）                              | BSデジタル放送 | 一部修正あり                                 |
| 日本全域   | AT-X         | 2009年8月7日 - 10月30日                       | 金曜 11:30 - 12:00                                        | CS放送         | リピート放送あり                             |

### インターネット配信
| 配信地域 | 配信局                    | 配信話数          | 配信期間                      | 配信日時                   | 備考                                                              |
| -------- | ------------------------- | ----------------- | ----------------------------- | -------------------------- | ----------------------------------------------------------------- |
| 日本全域 | 化物語 TVアニメ公式サイト | 第拾參話          | 2009年11月3日 - 2010年2月23日 | 火曜 10:56更新             | 第拾肆話配信開始まで 期間限定無料配信 配信協力：Jストリーム       |
| 日本全域 | 化物語 TVアニメ公式サイト | 第拾肆話          | 2010年2月23日 - 3月16日       | 火曜 20:53更新             | 3月16日23時59分まで 期間限定無料配信 配信協力：バンダイチャンネル |
| 日本全域 | 化物語 TVアニメ公式サイト | 第拾伍話          | 2010年6月25日 - 7月16日       | 金曜 23:50更新             | 7月16日23時59分まで 期間限定無料配信 配信協力：バンダイチャンネル |
| 日本全域 | バンダイチャンネル        | 第壹話 - 第伍話   | 2010年10月1日 - 11月5日       |                            | 11月5日23時59分まで 期間限定無料配信                              |
| 日本全域 | ニコニコ生放送            | 第壹話 - 第拾伍話 | 2011年1月3日 - 1月4日         | 18時30分から 翌1時11分まで | ニコニコ正月 アニメスペシャル 「化物語」一挙放送                  |

### WEBラジオ
公式サイト内にて『あとがたり』として配信された。小説などにある後書きのように、放送が終了したエピソードにスポットをあてて演じた声優が内容について語る番組。リスナーからのはがき・メールの受付は行っていない。収録内容は一部編集されており、完全版はパッケージ版の特典CDに収録されている。
各話リスト
| 話数   | サブタイトル         | パーソナリティ      |
| ------ | -------------------- | ------------------- |
| 第一回 | 「ひたぎクラブ」篇   | 神谷浩史 斎藤千和   |
| 第二回 | 「まよいマイマイ」篇 | 神谷浩史 加藤英美里 |
| 第三回 | 「するがモンキー」篇 | 斎藤千和 沢城みゆき |
| 第四回 | 「なでこスネイク」篇 | 神谷浩史 花澤香菜   |
| 第五回 | 「つばさキャット」篇 | 神谷浩史 堀江由衣   |

### Blu-ray / DVD
テレビアニメを収録したパッケージソフト。Blu-ray完全生産限定版、DVD完全生産限定版、DVD通常版の3種類が存在する。
限定版は渡辺明夫描き下ろしのデジパック仕様で、本編ディスクのほかに「各話オープニングテーマ」と「あとがたり完全版」を収録した特典CDが付属する。本編には西尾維新が脚本を書いた「登場人物自身によるオーディオコメンタリー」（キャラクターコメンタリー）が追加されており、副音声として切り替えることができる。この他エンドカードピンナップやブックレットが付属する。
2009年9月に発売されたBlu-ray Disc版の第1巻「ひたぎクラブ」は3週連続でオリコンチャート1位を獲得。同年10月に発売された第2巻「まよいマイマイ」完全生産限定版は初動で3万9000枚を売り上げ、Blu-ray Disc版テレビアニメの初動売上記録1位を達成、同年11月に発売された第3巻「するがモンキー」完全生産限定版は、初動で4万1000枚を売り上げ、テレビアニメのBlu-ray Discとしては初めての4万枚突破作品となった。さらに2010年1月に発売された第4巻「なでこスネイク」で初動4万8000枚を売り上げて記録を更新、同年7月に発売された第6巻「つばさキャット （下）」では5万1000枚と、テレビアニメのBlu-ray Discとしては初めて5万枚を突破した。Blu-ray Discのみのシリーズ累計売上枚数は、2010年11月時点で33万枚以上を記録している。
Blu-ray版を限定版のみで発売し、声優によるキャラクターソング（本作のように主題歌である場合も含む）やサウンドトラックは限定版の特典CDとして収録される形式は、本作以後のアニプレックスが関わるテレビアニメ作品のほとんどや一部の劇場版作品で現在に至るまで続いている。また、Blu-ray版は完全生産限定版のため長らく再発売されない状態が続いていたが、『傷物語』・『偽物語』のアニメ化記念として2011年12月21日に第一巻から第六巻までをまとめたBD-BOXが発売された。また、限定版特典CDに収録されたキャラクターソングと劇伴を2枚のディスクにまとめた、『化物語 音楽全集Songs&Soundtracks』も同時発売された。
| 巻数   | サブタイトル            | 収録話          | 発売日         | コメンタリー                                | 限定版付属CD                                   |
| ------ | ----------------------- | --------------- | -------------- | ------------------------------------------- | ---------------------------------------------- |
| 第一巻 | ひたぎクラブ            | 第1話 - 第2話   | 2009年9月30日  | 羽川翼、戦場ヶ原ひたぎ                      | staple stable                                  |
| 第二巻 | まよいマイマイ          | 第3話 - 第5話   | 2009年10月28日 | 羽川翼、八九寺真宵                          | 帰り道                                         |
| 第三巻 | するがモンキー          | 第6話 - 第8話   | 2009年11月25日 | 戦場ヶ原ひたぎ、神原駿河                    | ambivalent world                               |
| 第四巻 | なでこスネイク          | 第9話 - 第10話  | 2010年1月27日  | 忍野メメ、千石撫子                          | 恋愛サーキュレーション                         |
| 第五巻 | つばさキャット（上）    | 第11話 - 第13話 | 2010年2月24日  | 羽川翼、千石撫子 戦場ヶ原ひたぎ、八九寺真宵 | sugar sweet nightmare & 化物語劇伴音楽集其ノ壹 |
| 第六巻 | つばさキャット（下）    | 第14話 - 第15話 | 2010年7月28日  | 羽川翼、神原駿河、阿良々木暦                | 化物語劇伴音楽集其ノ貮                         |
| BD-BOX | 化物語 Blu-ray Disc Box | 全15話          | 2011年12月21日 | BD 第一巻 - 第六巻の内容と同じ              | -                                              |

当初は1か月に1本の発売予定だったが、制作上の都合により2009年12月23日発売予定だった第四巻『なでこスネイク』の発売日が2010年1月に延期され、それに伴い五巻、六巻の発売日も1か月ずつ延期となり、その後六巻の発売日はさらに変更になった。
なお、TV放送時とBlu-ray・DVDではかなりの相違・変更点が見られる。主な相違・変更点は以下の通り。
- 全話にオープニングが挿入されており、『まよいマイマイ』以降でTV放送時に「staple stable」が使われていた回もそれぞれ変更されている（ただし『つばさキャット 其ノ貮』は「staple stable」のまま）。なお、第四巻『なでこスネイク』のオープニングは、『其ノ壹』と『其ノ貮』で映像が異なる（其ノ壹では撫子が帽子をかぶっており、其ノ貮ではかぶっていない）。
- 第一巻『ひたぎクラブ 其ノ壹』および、第二巻『まよいマイマイ 其ノ壹』のエンディングが、『まよいマイマイ・其ノ貮』以降のものと差し替えられている。
- 次回予告の音声が、Webで配信された「長篇版次回豫告」のものになっており、映像も4コマ風のものではなく次回の映像が使われている。放送版の次回予告は映像特典として収録されている。
- DVD・Blu-ray化に際して、背景やキャラクターの作画がやり直されたり、画面に文字だけだったシーンに映像が追加されたりといったことが全体的に目立つ作品だが、第四巻『なでこスネイク』は特にTV放送時との相違が大きく、声やBGMなどを除く作画などの面はほぼゼロから作り直されていると言っても過言ではない（声もタイミングなどが調整されている）。ただし、この巻の2回分のTV放映時においては背景なども他の回と異なり新房監督作品的な演出がされていない一般的な背景などの演出がされていた。なお、初回限定版に付くブックレットの画面写真は一部TV放映時のものも使われており、第三巻『するがモンキー』における『なでこスネイク 其ノ壹』の予告はTV放送時の映像が使われている。なお、続く第五巻『つばさキャット（上）』でもキャラクターの表情や仕草、背景などに大幅なリテイクが施されている。
- 第四巻『なでこスネイク』のエンディング映像が「Ver.nadeko」に、第五巻『つばさキャット（上）』のうち『つばさキャット 其ノ壹』のエンディング映像が「Ver.Tsubasa」にそれぞれ差し替えられている。

## ゲーム
化物語 ポータブル
- 2012年8月23日発売。開発はディンプス、発売元はバンダイナムコゲームス。対応ハードはPlayStation Portable。

## パチスロ
サミーから2013年10月に「パチスロ化物語」が発売された。グッドスマイルカンパニーの「ねんどろいどぷち」がいろいろな場面で使用されている。

### 基本的なゲームフロー
本機種には、他機種のようなビッグボーナスやレギュラーボーナスの概念はなく、差枚数管理型AT「倖時間」（ハッピータイム）でメダルを増やす仕様となっている。ただし、「倖時間」中にプレミアム的な位置づけで「ボーナス」に突入することがある（後述。また、通常時に発生するロングフリーズ演出から突入するボーナスも存在する）。基本的なゲームフローは以下の通り。
1. プレイを開始する。
  - 本機種はサミーの「マイスロ」に対応しており、プレイ開始前にマイスロサイトでパスワードを発行し、実機に入力することで、各種カスタムの使用、プレイデータの保存などが可能。
  - 「マイスロ」を使用しなくとも、「選択ヒロイン」を変更することは実機上で可能である（一部の演出の選択率に変化が生じる）。
2. 特定小役成立時の抽選に当選すると、自力解除ゾーン「解呪ノ儀」に入る。継続G数は15G・30G・無限の3種類。
  - 一部の小役の成立時には、「解呪ノ儀」には入らず、直接「倖時間」に突入したり、ロングフリーズ演出と「ボーナス」を経由したのちに「倖時間」に突入したりする。
  - 無限だった場合は30Gを消化したのちも継続し、「倖時間」への突入が確定する。
3. 解呪ノ儀中は毎ゲーム成立小役の種類によって「倖時間」の突入抽選を行う。
  - この時、逆押し指示から怪異図柄が中段に揃えば、倖時間へ直接突入する。
4. 15G消化後、演出が「最終章」に発展。暦が解呪に成功すれば「倖時間」に突入する。なお、「最終章」の間も突入抽選は行われている（当選率が「解呪ノ儀」中とは異なる）。
  - 15G消化前に「最終章」へ発展する場合もあり、「倖時間」への突入期待度が上がる。
  - 暦が敗れた場合は1へ戻る。また、30G（もしくは無限）が選択されていた場合、敗北後に再度「解呪ノ儀」に入る。
5. 「倖時間」に突入。残り枚数150枚からスタートし、中段ベル（10枚）成立時に7枚ずつ減算される。
6. レア役成立時に、（超）倍倍チャンスやボーナスの抽選を行っている。
  - 倍倍チャンス - 残り枚数を増やす集中ゾーン。
  - (超)倍倍チャンス - 残り枚数を増やす集中ゾーン。倍倍チャンスより上乗せの期待度が高い。
  - ボーナス - 30ゲームのAT。全役で残り枚数の増加抽選を行う。
  - 倍倍チャンスおよびボーナス時は中段ベルが揃っても残り枚数は減らない。
7. 5と6を繰り返す。
8. 獲得枚数が規定枚数を超えることで倖時間が終了。3ゲームの引き戻しゾーン「夢の時間ヲ終わラセルな」に移行。
  - 3ゲーム中に何らかのレア役（順押し消化時のリプレイ・ベルリプレイ・ハズレ目以外）が成立すれば「倖時間」に再突入する。
9. 「夢の時間ヲ終わラセルな」を消化すると通常時に戻る。

### プレミアム演出
以下に挙げる演出は、発生した時点で何かしら（通常時＝解呪の儀または直撃倖時間、倖時間中＝倍々チャンス）の当選が確定となるもの。
- 他機種演出
  - 獣王シリーズのLED絵柄（ダナゾなど）が出現する。
  - アラジンシリーズの月絵柄が出現する。
  - ファイアードリフトのキャラクターが出現する。
  - ディスクアップのキャラクターが出現する。
  - ハードボイルドのキャラクターが出現する。
- 真宵が「アタリ木さん」と噛む。

## パチンコ
サミーから2014年6月に「パチンコCR化物語」が発売された。5人のヒロインすべての物語を収録し多彩な演出が楽しめる作品となっている。また、選択したヒロインを時間の経過に伴いカスタムすることが出来るRTC（リアルタイムクロック）カスタムやサミー初の8チャージ機能を搭載している。
大当たり確率1/299.3に対して確率変動確率が63%と現行の同等大当たり確率他機種と比べるとかなり低めであり、物語性を強調するためか初回出玉あり当たり時は70回転経過するまで時短中か確変中かわからない仕様になっている（セグで確認することは可能）。7図柄はカスタムで選択できる。ただし、忍野忍は平日18:00以降か土曜日・日曜日でなければ選択できない。
リーチアクション内に「バーチャファイター」や「オシャレ魔女♥ラブandベリー」が登場する。
ビッグアップル.秋葉原店では1フロアー全部本機で埋め尽くす新台入替を行う大掛かりな企画が行われた。

### 図柄
| 図柄 | 文字色 | 人物                 | 備考                 |
| ---- | ------ | -------------------- | -------------------- |
| 1    | 青     | 羽川翼               |                      |
| 2    | 黄     | 阿良々木姉妹         |                      |
| 3    | 赤+紫  | 戦場ヶ原ひたぎ       |                      |
| 4    | 青紫   | 忍野忍               |                      |
| 5    | 桃     | 千石撫子             |                      |
| 6    | 黒     | 阿良々木暦           |                      |
| 7    | 赤     | 設定したキャラクター | 超怪異モード突入濃厚 |
| 8    | 橙     | 八九寺真宵           |                      |
| 9    | 緑     | 神原駿河             |                      |